# Лунёво (деревня, Московская область)
Лунёво — деревня в Московской области России. Входит в городской округ Химки. Население — 43 чел. (2010).

## География
Деревня Лунёво расположена в центральной части Московской области, на севере округа, примерно в 15 км к северо-западу от центра города Химки и в 30 км к юго-востоку от города Солнечногорска, в 15 км от Московской кольцевой автодороги, на левом берегу реки Клязьмы.
Ближайшие населённые пункты — деревни Жигалово, Поярково и посёлок Лунёво.

## Улицы
В деревне 3 улицы — Новая, Пироговская и Речная, зарегистрировано садовое товарищество.
Пироговская улица названа в честь Николая Ивановича Пирогова. Ещё в деревне расположен реабилитационный корпус 1-й городской больницы, тоже в честь него. Корпус не функцонирует.
Новая улица идёт от конца Пироговской улицы и начала садового товарищества "Дубрава". Имеет 1 ответвление и заканчивается тупиком.
Речная улица является продолжением трассы "46Н-11396", и заканчивается возле вышеупомянутого реабилитационного корпуса.

## История
В «Списке населённых мест» 1862 года Лунево — владельческое сельцо 6-го стана Московского уезда Московской губернии между Санкт-Петербургским шоссе и Рогачёвским трактом, в 32 верстах от губернского города, при речке Клязьме, с 6 дворами и 39 жителями (23 мужчины, 16 женщин).
По данным на 1890 год входило в состав Озерецкой волости Московского уезда, число душ составляло 41 человек.
В 1913 году — 8 дворов.
По материалам Всесоюзной переписи населения 1926 года — деревня Шемякинского сельсовета Трудовой волости Московского уезда, проживало 80 жителей (37 мужчин, 43 женщины), насчитывалось 18 хозяйств, среди которых 14 крестьянских.
С 1929 года — населённый пункт в составе Коммунистического района Московского округа Московской области. Постановлением ЦИК и СНК от 23 июля 1930 года округа как административно-территориальные единицы были ликвидированы.
1929—1935 гг. — деревня Чашниковского сельсовета Коммунистического района.
1935—1939 гг. — деревня Чашниковского сельсовета Солнечногорского района.
1939—1959 гг. — деревня Чашниковского сельсовета Краснополянского района.
1959—1960 гг. — деревня Чашниковского сельсовета Химкинского района.
1960—1963 гг. — деревня Искровского сельсовета Солнечногорского района.
1963—1965 гг. — деревня Искровского сельсовета Солнечногорского укрупнённого сельского района.
1965—1994 гг. — деревня Искровского сельсовета Солнечногорского района.
В 1994 году Московской областной думой было утверждено положение о местном самоуправлении в Московской области, сельские советы как административно-территориальные единицы были преобразованы в сельские округа.
В 1994—2004 гг. деревня входила в Искровский сельский округ Солнечногорского района, в 2005—2019 годах — в Лунёвское сельское поселение Солнечногорского муниципального района, в 2019—2022 годах  — в состав городского округа Солнечногорск, с 1 января 2023 года включена в состав городского округа Химки.

## Население
| 1852 | 1859 | 1890 | 1899 | 1926 | 2002 | 2010 |
| ---- | ---- | ---- | ---- | ---- | ---- | ---- |
| 52   | ↘39  | ↗41  | ↗66  | ↗80  | ↘44  | ↘43  |